# Glyceria leptostachya
Glyceria leptostachya är en gräsart som beskrevs av Samuel Botsford Buckley. Glyceria leptostachya ingår i släktet glycerior, och familjen gräs. Inga underarter finns listade i Catalogue of Life.